# Renato Gaúcho
Renato Portaluppi (* 9. September 1962 in Guaporé, Rio Grande do Sul),  bekannt als Renato Gaúcho, ist ein brasilianischer Fußballtrainer. Er zählte zu den berühmtesten Fußballspielern in den 1980er und 1990er Jahren.

## Karriere
Renato Gaúcho begann seine Karriere bei Grêmio FBPA in Porto Alegre, wo er 1983 die Copa Libertadores und das Weltpokalfinale gegen den Hamburger SV mit 2:1 gewann. Er erzielte dabei beide Tore, das entscheidende in der dritten Minute der Verlängerung, weswegen er von den Fans von Grêmio noch heute als einer der größten Helden der Vereinsgeschichte verehrt wird.
Nach starken Leistungen wurde Renato 1986 in die brasilianische Nationalmannschaft zur Weltmeisterschaft in Mexiko einberufen, flog aber noch vor Abflug der Mannschaft wegen Undiszipliniertheiten aus der Seleção.
1986 wechselte er zu CR Flamengo nach Rio de Janeiro. Weitere Stationen seiner Karriere waren der AS Rom, Botafogo FR, Cruzeiro EC, Atlético Mineiro, Fluminense FC und Bangu AC.
Bereits während seiner aktiven Karriere wurde Renato 1996 bei Fluminense mehrmals als Interimstrainer eingesetzt. Dort war auch Renatos erste Station als Profitrainer. In seiner dritten und erfolgreichsten Amtszeit als Trainer von Grêmio gewann er unter anderem die Copa Libertadores 2017 und die Copa do Brasil 2016. Zuvor gewann er die Copa do Brasil 2007 bereits mit Fluminense. Im April 2021 trat er als Trainer von Grêmio zurück.
Am 10. Juli 2021 unterzeichnete Renato einen Kontrakt als Trainer beim CR Flamengo. Nachdem er mit Flamengo das Finale der Copa Libertadores 2021 gegen Palmeiras São Paulo verloren hatte, wurde er am 29. November 2021 entlassen.
Am 1. September 2022 wurde Renato Gaúcho zum vierten Mal von Grêmio als Cheftrainer eingestellt. Der Klub hatte nach dem 27. Spieltag in der Série B 2022 seinen Trainer Roger Machado Marques entlassen, obwohl der Klub zu dem Zeitpunkt mit dem vierten Platz noch immer auf einem Aufstiegsplatz lag. Gaúcho führte den Klub in seiner vierten Amtszeit zu einem Gauchão-Titel, musste seinen Trainerposten aber nach Abschluss der Saison 2024 verlassen.
Im April 2025 wurde Renato Gaúcho zum sechsten Mal von Fluminense als Trainer engagiert. Der Klub hatte am 30. März, nach einer 0:2−Niederlage am ersten Spieltag der Série A 2025 beim Fortaleza EC, seinen Trainer Mano Menezes entlassen.

## Erfolge

### Als Spieler
Grêmio
- Copa Libertadores: 1983
- Weltpokal: 1983
- Staatsmeisterschaft von Rio Grande do Sul: 1985, 1986

Flamengo
- Taça Guanabara: 1988
- Copa do Brasil: 1990

Cruzeiro
- Supercopa Sudamericana: 1992

Fluminense
- Staatsmeisterschaft von Rio de Janeiro: 1995

Nationalmannschaft
- Copa América: 1989

### Erfolge als Trainer
Fluminense
- Copa do Brasil: 2007

Grêmio
- Copa do Brasil: 2016
- Copa Libertadores: 2017
- Recopa Sudamericana: 2018
- Staatsmeisterschaft von Rio Grande do Sul: 2018–2020

## Auszeichnungen
- Torschützenkönig Torneio Rio-São Paulo: 1993